# Statue de général de Tivoli
La statue de général de Tivoli est une sculpture romaine en marbre (188 cm de haut) datée entre 90 et 70 av. J.C., conservée au Musée national romain du Palazzo Massimo à Rome.

## Histoire et description
La statue a été trouvée en 1925 dans les ruines du temple d'Hercule à Tivoli. Il manque la partie supérieure de la tête, l'épaule et le bras droit, en plus de la jambe droite du genou vers le bas.
Cette statue appartient à la tendance réaliste de l'époque républicaine, où est représentée l'image d'un homme d'âge mûr, sur le visage duquel apparaissent des rides profondes, dans une nudité héroïque.
Selon Henri Stierlin, cette statue représenterait le consul Caius Marius, fondateur du temple d'Hercule vainqueur à Tivoli.
Ici est représenté un général de l'armée romaine, enveloppé dans sa toge qui descend de l'épaule gauche jusqu'aux hanches. La statue est soutenue par une armure, placée à ses pieds, avec un beau Gorgoneion au centre. Il est probable que la statue était appuyée contre une lance, tenue à droite, selon un schéma typiquement hellénistique ,.

La tête est légèrement inclinée vers l'épaule droite, les rides profondes sur le front, les yeux petits et creux, la bouche ouverte, donnent une idée d'un caractère extrêmement fort et volontaire. Cependant, ces caractéristiques contrastent avec la musculature puissante du corps, dans un schéma typiquement hellénistique d’une figure héroïque. Ainsi le courant italique réaliste et le courant hellénistique tardif se fondent dans cette sculpture. 

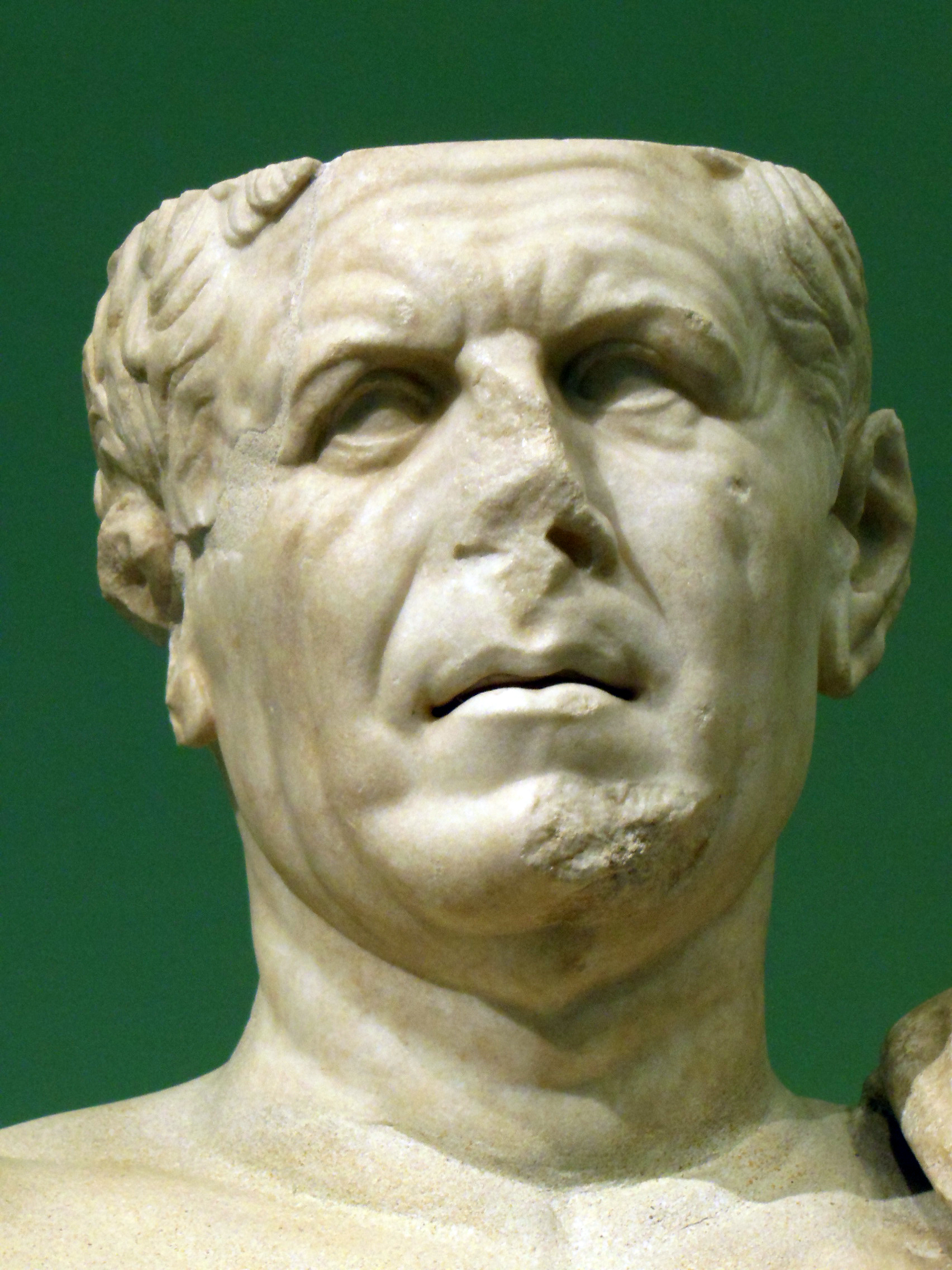
Détail du visage du général de Tivoli
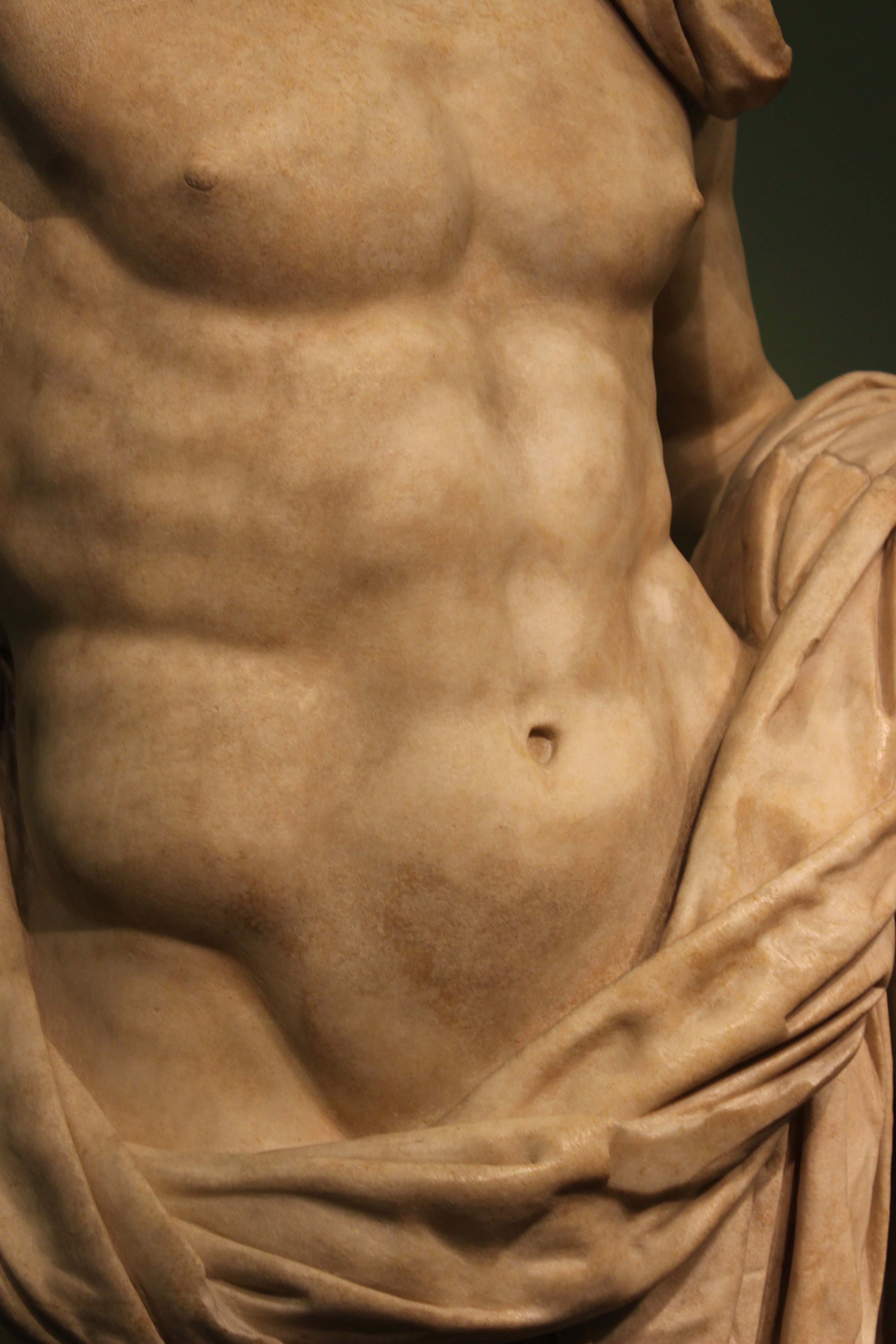
Buste nu du général
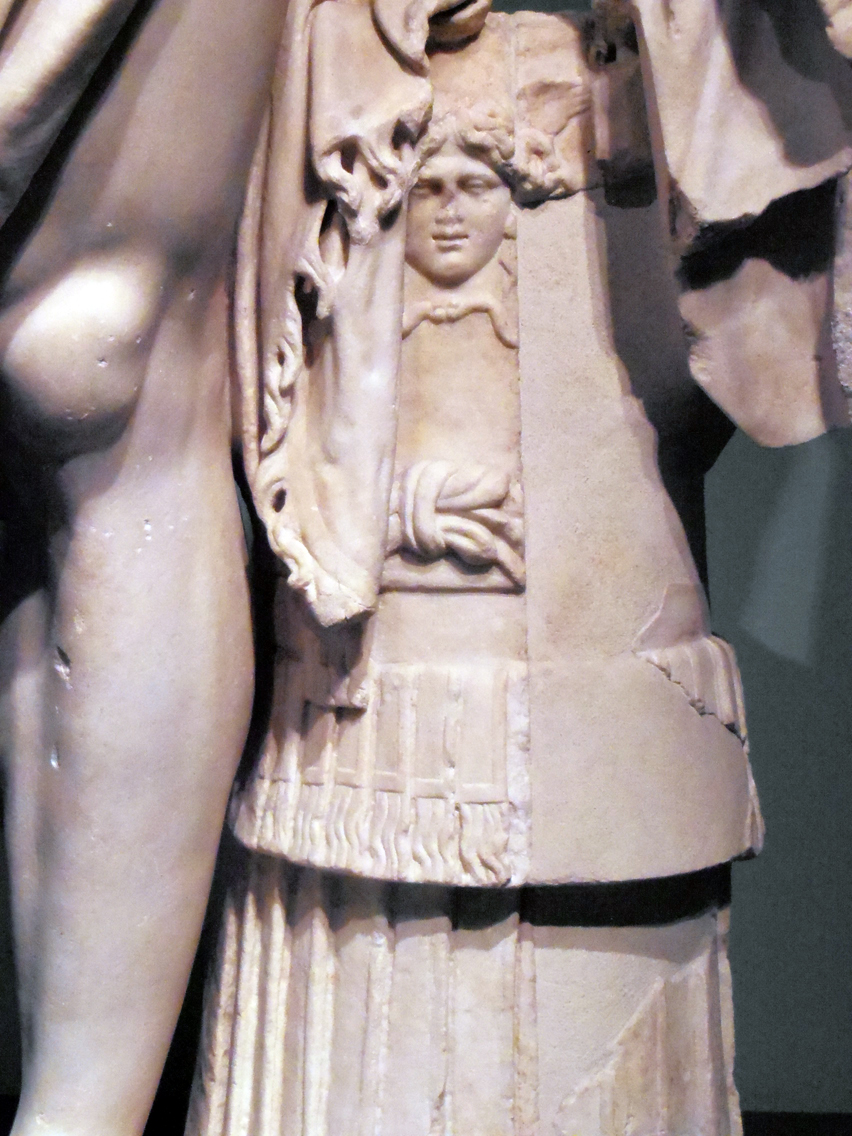
Détail de l'armure du général avec un Gorgoneion au centre